# Eger Challenger 1988
L'Eger Challenger 1988 è stato un torneo di tennis facente parte della categoria ATP Challenger Series nell'ambito dell'ATP Challenger Series 1988. Il torneo si è giocato a Eger in Ungheria dal 15 al 21 agosto 1988 su campi in terra rossa.

## Vincitori

### Singolare
Karel Nováček ha battuto in finale  Martin Střelba con il punteggio di 7–5, 6–1

### Doppio
Jaroslav Bulant /  Vojtěch Flégl hanno battuto in finale  Karel Nováček /  Richard Vogel con il punteggio di 6–4, 6–4